# Henriette von Schirach

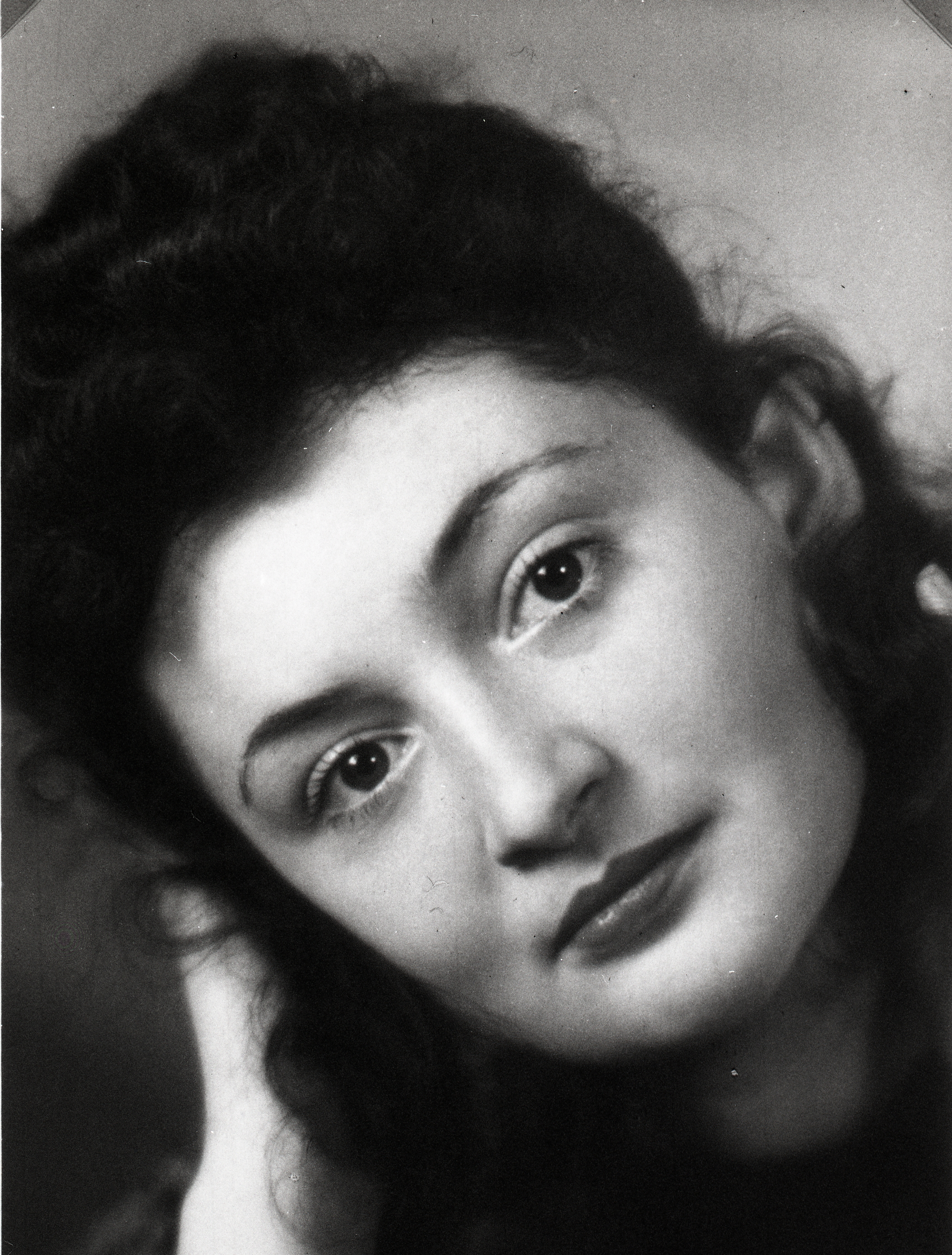
Henriette von Schirach

Henriette „Henny“ von Schirach (geborene Hoffmann, * 3. Februar 1913 in München-Schwabing; † 27. Januar 1992 ebenda) war eine deutsche Schriftstellerin und Ehefrau von Baldur von Schirach, dem ehemaligen Reichsjugendführer und Gauleiter in Wien. Sie teilte die nationalsozialistische Einstellung ihres Mannes.

## Leben
Henriette Hoffmann wurde als ältestes Kind des Fotografen Heinrich Hoffmann und dessen erster Ehefrau Therese „Nelly“ Baumann († 1928), einer ehemaligen Sängerin und Schauspielerin, geboren. Zusammen mit ihrem Bruder Heinrich (* 1916) verbrachte sie ihre Kindheit in Schwabing. Ihr Elternhaus war ein Hort früher Nationalsozialisten. 1920 trat ihr Vater der nationalistischen und antisemitischen Deutschen Arbeiterpartei (DAP), der späteren Nationalsozialistischen Deutschen Arbeiterpartei   (NSDAP), bei. Als Achtjährige traf sie das erste Mal auf Adolf Hitler. Ab 1923 war ihr Vater Leibfotograf des „Führers“ und hatte sich auch das lukrative Geschäft des Vertriebs von Hitler-Büsten gesichert.
Im Jahr 1930 arbeitete Henriette Hoffmann neben ihrem Studium an der Universität München als Hitlers Sekretärin. Sie lernte Mächtige des NS-Staates ebenso wie auch Hitlers Nichte Geli Raubal und die ehemalige Auszubildende ihres Vaters, Eva Braun, kennen. Baldur von Schirach, den damaligen Führer des NS-Studentenbundes und Jüngsten aus Hitlers Gefolge, traf sie 1931 erstmals. Die beiden heirateten am 31. März 1932 in München, als Trauzeugen fungierten Adolf Hitler und Ernst Röhm.
Zwischen 1933 und 1942 brachte sie vier Kinder zur Welt: Angelika Benedikta, Klaus, Robert und Richard. Sie ist die Großmutter von Ariadne von Schirach, Benedict Wells und Ferdinand von Schirach.
Nach ihrer Heirat wurde Henriette von Schirach Mitglied der NSDAP (Mitgliedsnummer 263.026). Eine Funktion im Parteiapparat übte sie nicht aus, sie identifizierte sich jedoch mit den Zielen ihres Mannes, der die alleinige Kontrolle über das Erziehungswesen im Deutschen Reich anstrebte. 1940 wurde ihr Mann von Hitler zum Gauleiter und Reichsstatthalter von Groß-Wien ernannt und zog mit seiner Familie in die repräsentative Wiener Hofburg.
In der Nacht zum Karfreitag 1943 sprach Henriette von Schirach auf dem Berghof Hitler auf die Judendeportationen in Holland an. Goebbels notierte 1943 in sein Tagebuch, dass „die Schirachs ihr Mitgefühl erst entdeckt hätten, nachdem fast 60.000 Juden gleichsam vor ihrer Haustür deportiert worden seien“. 1966 bestätigte Speer in einem Interview diese Szene: „Es war danach eine düstere Stimmung, man wußte, dass sich etwas ereignet hatte, aber es wurde darüber geschwiegen, und soviel ich weiß, war das auch der Grund dafür, dass Henriette von Schirach und auch ihr Mann vom ‚Hofe‘ verbannt wurden.“ In dem Film Im toten Winkel – Hitlers Sekretärin beschreibt auch Traudl Junge diese Szene, wie sie ihr von ihrem Mann geschildert worden war: Henriette von Schirach „hat, die ja eine relativ vertrauliche Position gegenüber Hitler hatte, […] den Führer darauf angesprochen, dass es ganz schrecklich wäre, wie die Juden in Amsterdam behandelt werden“. Daraufhin habe Hitler ihr wütend geraten, sich nicht in Dinge einzumischen, die sie nicht verstehe, sich über „diese Gefühlsduselei und Sentimentalität“ geärgert und den Raum verlassen. Frau von Schirach sei als Reaktion darauf nie wieder auf den Berghof eingeladen worden.
Nach dem ersten schweren amerikanischen Luftangriff auf Wien 1944 schickte Baldur von Schirach seine Familie nach Bayern auf seinen Landsitz Schloss Aspenstein. Ihren Mann, der sich als „Schriftsteller Dr. Richard Falk“ ausgab und sich freiwillig den Amerikanern stellte, sah sie erst im Juni 1945 im Internierungslager Rum bei Innsbruck wieder. Baldur von Schirach wurde am 1. Oktober 1946 vom Nürnberger Kriegsverbrechertribunal wegen Verbrechen gegen die Menschlichkeit zu zwanzig Jahren Haft verurteilt.
Nach Ende des Krieges musste Henriette von Schirach Schloss Aspenstein verlassen und wurde mit ihren vier Kindern zunächst in Jachenau in einem Forsthaus untergebracht. Später wohnte sie im Gasthaus Jachenau.
1949 reichte sie die Scheidung von ihrem inhaftierten Mann ein, da sie inzwischen mit Leni Riefenstahls Ex-Mann Peter Jacob liiert war. Die Ehe der von Schirachs wurde am 20. Juli 1950 geschieden. Trotz der Scheidung setzte sie sich weiter für eine Begnadigung ihres Ex-Mannes ein.
1955 kaufte Henriette von Schirach vom Freistaat Bayern für 1,45 Mark pro Quadratmeter Baldur von Schirachs früheres Landhaus mit 4.312 Quadratmetern Grund in Kochel am See zurück. Dieses Haus war 1946 konfisziert worden. In einem vertraulichen Bericht stellte der Bayerische Oberste Rechnungshof 1971 fest, dass der Bodenpreis schon 1939 bei 2,50 Reichsmark gelegen habe. Nach zehn Monaten verkaufte sie das Landhaus zum Doppelten des Kaufpreises.

## Gnadengesuch
1956 flammte die Diskussion um die drei Häftlinge von Spandau (Rudolf Heß, Albert Speer und Baldur von Schirach) erneut auf. In Anbetracht der langen Haftzeit und der hohen Kosten wurden in der internationalen und vor allem in der englischen Presse Stimmen laut, die für eine vorzeitige Entlassung der Kriegsverbrecher plädierten. Damals reiste Henriette Hoffmann-von Schirach nach London, um dem britischen Außenminister Selwyn Lloyd ein Gesuch auf Reduktion der 20-jährigen Haftstrafe ihres Exmannes zu überbringen. Sie blieb erfolglos. Im selben Jahr erschien ihr Buch Der Preis der Herrlichkeit.
1982 wurde Henriette von Schirachs im rechtsextremistischen Türmer Verlag erschienenes relativierendes Buch Anekdoten um Hitler indiziert, weil sie darin Hitler als „gemütlichen Österreicher“ geschildert hatte, „der sich und andere ein bißchen glücklich machen wollte“.